# 未来の主役 地球の子どもたち
『未来の主役 地球の子どもたち』（みらいのしゅやく ちきゅうのこどもたち）とは、TVQ九州放送（テレQ）で2001年11月5日から放送されているミニ番組である。福岡県の化粧品業のアシュランの一社提供。

## 番組概要
世界各地の子どもたちが登場し、現在がんばっていることや将来の夢などを紹介する。世界のみならず日本の子どもたちが登場することもある。2021年1月7日に放送1000回を迎えた。2003年からは毎年日本のこどもの日の5月5日前後に特別番組が放送されている。2008年4月5日から2018年3月31日まではテレビ東京系列全国ネットで放送され、2019年10月より2022年3月27日まではBSテレ東で放送されていた。

## ナレーター
- 児玉育則

## スタッフ
- 制作:クロステレビビジョン（クロステレビの系列会社）→AO,inc.（株式会社あお）
- 製作著作:TVQ九州放送→テレQ

## 放送時間
- 水曜 19:55 - 20:00（ - 2016年3月30日）末期は原則19:45 - 19:49→20:10 - 20:14での放送だった。
- 木曜 19:53 - 19:58（2016年4月7日 - 2021年3月25日）
- 金曜 19:55 - 20:00（2021年4月2日 - ）

## 過去の放送局
- テレビ北海道、テレビせとうち - 2012年3月終了
- テレビ東京、テレビ愛知、テレビ大阪 - 2018年3月終了
- BSテレ東 - 2022年3月27日終了